# Букука
Буку́ка (рос. Букука) — колишнє селище міського типу у складі Олов'яннинського району Забайкальського краю, Росія. Територія нині входить до складу Довгокичинського сільського поселення.

## Історія
1915 року розпочалась розробка Букукинського вольфрамового родовища. За перші два роки було видобуто приблизно 50 т вольфраму, потім видобуток було призупинено. 1926 року видобуток відновився. З 1932 року гірничо-рудне підприємство увійшло до складу комбінату «Забвольфрам». У складі рудника діяли гірничий цех та збагачувальна фабрика з гравітаційним методом збагачення потужністю 65 тисяч тон за рік та з довідним циклом чорнових концентратів.
1939 року селище отримало міський статус. 1962 року комбінат припинив свою діяльність, підприємство було законсервоване. 1975 року селище було повністю ліквідоване.

## Населення
Населення — 592 особи (1970; 4134 в 1959, 3949 в 1939).